# Raionul Ciutove, Poltava
Ciutove (în ucraineană Чутівський район, transliterat: Ciutivskîi raion) este un raion în regiunea Poltava, Ucraina. Reședința sa este așezarea de tip urban Ciutove.

## Demografie
Componența lingvistică a raionului Ciutove
     Ucraineană (95,21%)
     Rusă (3,97%)
     Alte limbi (0,51%)
Conform recensământului din 2001, majoritatea populației raionului Ciutove era vorbitoare de ucraineană (95,21%), existând în minoritate și vorbitori de rusă (3,97%).